# 早島鏡正
早島 鏡正（はやしま きょうしょう、1922年9月21日 - 2000年4月28日）は、日本の仏教学者・僧侶。

## 経歴
出生から修学期
1922年、北海道の浄土真宗本願寺派寺院にて出生。幼少時に横浜へ転居した。東京帝国大学文学部に入学し、印度哲梵文学科で仏教学を専攻。大学では、仏教学者の中村元に師事した。しかし在学中に学徒出陣で兵役に就いた。
戦後復学して東京大学を卒業。
仏教学者として
卒業後は東洋大学助教授に就いた。1962年、学位論文『パーリ仏教における実践の発展』を東京大学に提出して文学博士号を取得。その後東京大学に移り、助教授、後に教授として教鞭をとった。1983年に東京大学を退職し、名誉教授となった。その後は武蔵野女子大学（現：武蔵野大学）教授として教鞭をとった。大倉精神文化研究所長をつとめた。一方で、横浜市南区の浄土真宗本願寺派宣正寺住職であり、没する直前まで法話活動を行うなど真宗僧侶として幅広く活動した。

## 研究内容・業績
専門は仏教学で、原始仏教。日本における仏教受容に関連して聖徳太子や、浄土真宗に関連した著書を多く執筆した。

## 著作
単著
※は講話・講演集。
- 『初期仏教と社会生活』 岩波書店 1964
- 『ゴータマ・ブッダ』講談社〈人類の知的遺産 3〉 1979
  - 講談社学術文庫 1990
- 『人間の願い　無量寿経』筑摩書房〈現代人の仏教 6〉 1965
  - 新装版 1974
- 『生きがいのあかし 仏教の生死観』佼成出版社〈人生と仏教 3〉 1969
- 『悪人正機の教え　歎異抄<唯円>』筑摩書房〈日本の仏教 8〉 1967
  - 訳注を加えた改訂版『歎異抄を読む』講談社〈もんじゅ選書 14〉 1986
  - 文庫版『歎異抄を読む』 講談社学術文庫 1992
- 『正像末和讃 親鸞の宗教詩』春秋社 1971
  - 新装版 1978
- 『親鸞入門　真実の生を求めて』 講談社現代新書 1971
- 『正信偈入門』 法蔵館 1990[2]
  - 新装版 2019
- 『大無量寿経の現代的意義』本願寺出版社 1990
  - 新版 1995
- 『念仏一茶　俳人小林一茶』四季社〈チッタ叢書〉 1995※
  - 新版 2005
- 『正信偈をよむ　入門教行信証』日本放送出版協会〈NHKライブラリー〉 1995 ※
- 『蓮如　その教えと生き方』日本放送出版協会〈NHKライブラリー〉 1997 ※
- 『蓮如上人のことば　念仏の人生・月々の味わい』 本願寺出版社 1998 ※
- 『親鸞聖人の己証に聞く 真俗二諦論の克服』教育新潮社〈伝道新書 19〉 1999 ※

著作集
『早島鏡正著作集』 （全15巻・別巻）世界聖典刊行協会 1992-1996
1. 『初期仏教のさとり』1994
2. 『初期仏教の実践と展開』
3. 『浄土教思想論』1993
4. 『日本仏教と民衆化』1996
5. 『親鸞の仏教観』1992
6. 『親鸞入門』1995
7. 『正信偈の世界』1993
8. 『仏典と現代』1993
9. 『ゴータマ・ブッダ』1995
10. 『仏弟子の詩』1994
11. 『歎異抄』1996
12. 『道を仰ぐ 講演編1』1993
13. 『往生浄土 講演編2』1992
14. 『釈尊から親鸞へ 講演編3』1994
15. 『仏教と社会生活 法話・聞思編』1996
16. 別巻･完結記念誌『よき友のつどい』1996

編著・共著
- 『インド思想史』高崎直道・原實・前田専学共著, 東京大学出版会 1982
- 『仏教・インド思想辞典』 監修,高崎直道編者代表, 春秋社 1987 (退官記念出版)
  - 新装版 2013年
- 『日英仏教辞典』 大東出版社 1965
  - 新版 1984年
  - 新訂版 1991年, 2007年
- 『セイロンの仏都』伊東照司と解説, 講談社〈世界の聖域 9〉 1979
- 『浄土真宗』坂東性純共編, 雄山閣出版〈日本仏教基礎講座 5〉 1979
- 『お経 浄土真宗』 田中教照共編著, 講談社 1983
  - 座右版 1999
- 『蓮如のすべて』編者代表,  新人物往来社 1995

校注・訳著
- 『仏弟子の詩－長老の詩、長老尼の詩』講談社〈原始仏典 9〉 1985
- 『勝鬘経　勝鬘経義疏』（訳注解説）、世界聖典刊行協会 1999
- 『ミリンダ王の問い インドとギリシアの対決』中村元共訳注, 平凡社〈東洋文庫〉 1963-64（全3巻）
  - ワイド版 2003
- 『浄土三部経』中村元・紀野一義共訳注, 岩波書店〈岩波文庫〉 1963-64（全2巻）

上『無量寿経』
下『観無量寿経 阿弥陀経』

- 改訳版 1990
- ワイド版 1991

- 『仏典』中村元編, 筑摩書房〈世界古典文学全集 6・7〉 1965-66
  - 新装改題『原始仏典』『大乗仏典』 1980
  - 『仏典I　原始仏典』[3]、『仏典II　大乗仏典』[4]
  - 『原始仏典　原典訳』ちくま学芸文庫, 2017
- 『日本の名著2　聖徳太子』中村元責任編集, 中央公論社 1970
  - 新装版 中公バックス 1983
  - 改訂版『聖徳太子　勝鬘経義疏、維摩経義疏（抄）』共訳注, 中央公論新社〈中公クラシックス〉 2007
  - 改訂版『聖徳太子　法華義疏（抄） 上宮聖徳法王帝説、付 十七条憲法』共訳注, 中央公論新社〈中公クラシックス〉 2007
- 『聖徳太子集』「勝鬘経義疏」 築島裕共校注, 岩波書店〈日本思想大系 2〉 1975
  - 新装版『聖徳太子」〈原典日本仏教の思想 1〉 1991
- 『浄土論註』曇鸞著, 大谷光真共訳著, 大蔵出版〈佛典講座23〉 1987
  - 新装版 2003

論文
- CiNii>早島鏡正
- INBUDS>早島鏡正